# ロン・ユアン
ロン・ユアン（Ron Yuan、1973年2月20日 - ）は、アメリカ合衆国の俳優。ニューヨーク州出身。

## テレビドラマ
- TOUCH/タッチ
- アウェイク 〜引き裂かれた現実
- NCIS:LA 〜極秘潜入捜査班
- CSI:ニューヨーク
- バーン・ノーティス 元スパイの逆襲
- ワイルド・スピード MAX（デヴィッド・パーク）
- プリズン・ブレイク（フェン）
- プッシング・デイジー 恋するパイメーカー
- コールドケース5

### テレビ映画
- ハードブロー

### 映画
- DRIVE 破壊王
- ドラッグマスター
- ヴェンジェンス 復讐の舞曲
- リング・オブ・ファイア/炎の鉄拳
- ザ・ヴァンプハンター
- ストリート・クライム
- アート・オブ・ウォー
- デッドリーターゲット/襲撃
- ムーラン
- 47RONIN -ザ・ブレイド- - 監督

### オリジナルビデオ
- ブラッド＆ボーン 真拳闘魂

## ビデオゲーム
- Mortal Kombat 11（スコーピオン）